# Gorilla nella nebbia (autobiografia)
Gorilla nella nebbia (Gorillas in the Mist) è un'autobiografia scritta nel 1983 dalla zoologa Dian Fossey.

## Trama
Il libro narra dei suoi incontri con esemplari della specie gorilla di montagna, di cui descrive le abitudini comportamentali e sulla cui sopravvivenza esprime fortissime preoccupazioni (credeva che la razza si sarebbe estinta in pochi decenni). Nel libro descrisse un totale di circa 250 esemplari, ma già nel 2000 la popolazione era cresciuta più del doppio. Nel libro si parla anche della sua vita, degli studi a lei condotti, e della sua lotta per la protezione e conservazione della specie.

## Al cinema
Nel 1988 dall'opera venne tratto l'omonimo film di Michael Apted che ottenne 5 nomination al premio Oscar, con Sigourney Weaver come protagonista.